# Калиев, Байынкол Калиевич
Байынкол (Баиынкул) Калиевич Калиев (каз. Байынқол Қалиұлы Қалиев; род. 23 января 1939, аул Саты, Райымбекский район Алматинской области, КазССР, СССР) — советский и казахстанский учёный-филолог, доктор филологических наук (1991), профессор (1996). Лауреат Государственной премии КазССР (1988).

## Биография
Происходит из рода албан Старшего жуза.
В 1963 году окончил КазГУ им. С. М. Кирова (ныне КазНУ им. ал-Фараби). В 1963—1967 годах аспирант КазГУ.
В 1967—1995 годах последовательно младший, старший научный сотрудник, ведущий научный сотрудник, заведующий отделом терминологии Института языкознания АН РК.
В 1995—1998 годах заведующий кафедрой современного казахского языка Казахского университета международных отношений и мировых языков (КазГУМОиМЯ), с 1998 года заведующий кафедрой казахской филологии КазУМОиМЯ.
В 1991 году защитил докторскую диссертацию на тему «Названия растений в казахском языке».
Исследования в различных областях казахского языкознания (фонетика, лексикология, лексикография, терминология, этнолингвистика, переводоведение). Один из авторов, ответственный редактор 10-томного труда «Толковый словарь казахского языка» (каз. «Қазақ тілінің түсіндірме сөздігі»; 1974—1986, Государственная премия КазССР, 1988). Опубликовал более 150 работ, в том числе 5 монографий, 2 учебника и 16 словарей.
Некоторые работы:
- Редукция гласных звуков в казахском языке, Д., 1984;
- Лексико-семантическая система названия растений в казахском языке, А., 1996.